# Estação La Villa-Basílica
A Estação La Villa-Basílica é uma das estações do Metrô da Cidade do México, situada na Cidade do México, entre a Estação Deportivo 18 de Marzo e a Estação Martín Carrera. Administrada pelo Sistema de Transporte Colectivo, faz parte da Linha 6.
Foi inaugurada em 8 de julho de 1986. Localiza-se no cruzamento da Estrada de Guadalupe com a Rua Alberto Herrera. Atende o bairro Villa Gustavo A. Madero, situado na demarcação territorial de Gustavo A. Madero. A estação registrou um movimento de 5.674.969 passageiros em 2016.